# Wismar
Wismar (česky zastarale Vesmiř) je bývalé hanzovní město, dnes důležitý přístav a okresní město v severním Německu. V období do 3. 9. 2011 město tvořilo samostatný městský okres.
Leží ve spolkové zemi Meklenbursko-Přední Pomořansko na pobřeží Baltského moře asi 45 kilometrů východně od Lübecku a 30 kilometrů severně od Schwerinu. Podle údajů z roku 2005 má 45 000 obyvatel, více než dvojnásobek počtu z roku 1905.
V roce 2002 bylo centrum města společně s centrem Stralsundu jako centry hanzovní ligy přidáno organizací UNESCO na seznam světového kulturního dědictví. V centru těchto měst se nachází mnoho významných cihlových budov, typických pro tuto část Německa a dřívější bohatá hanzovní města.

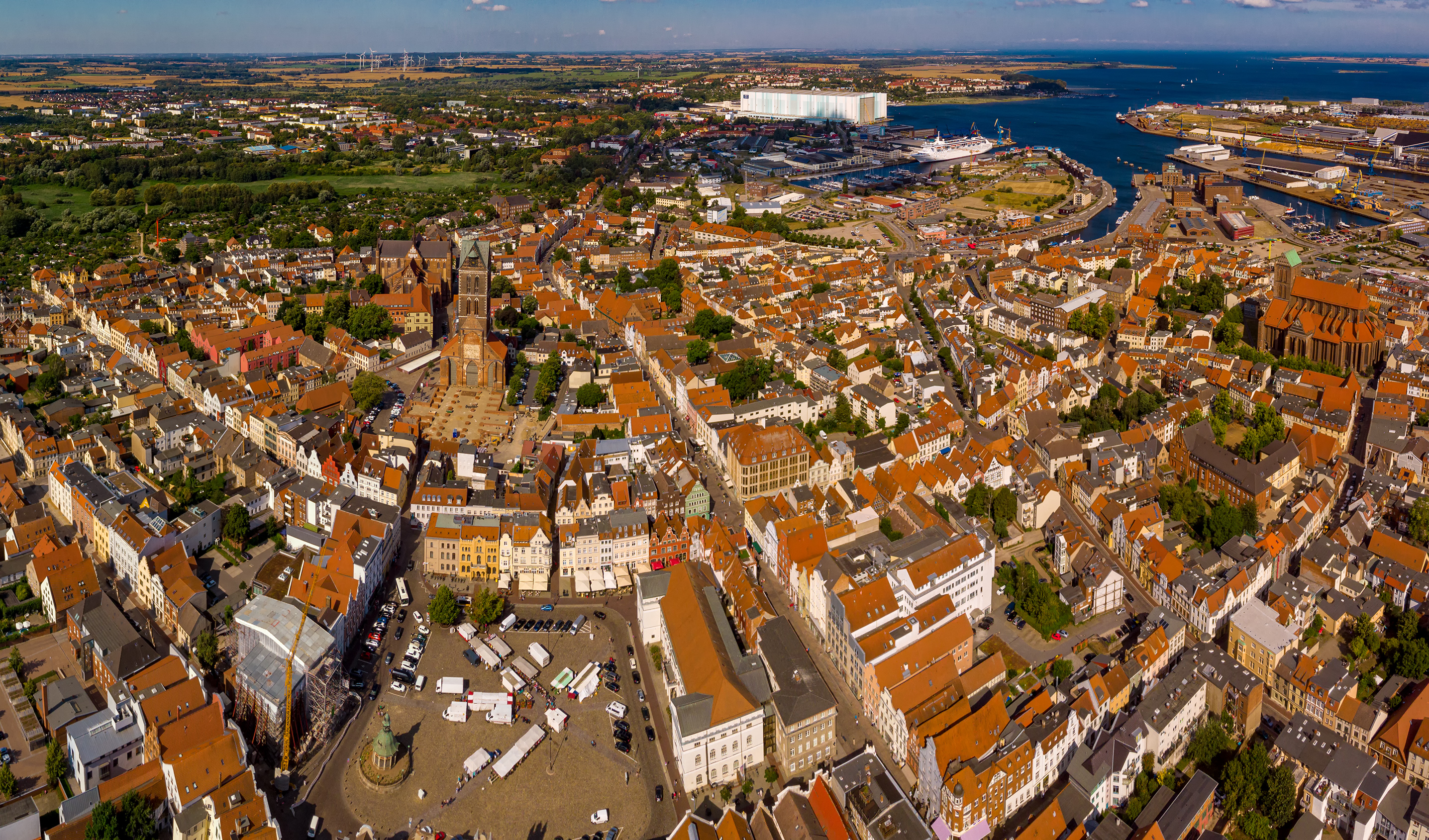
Centrum města Wismar

## Historie
Původně zde byla slovanská osada Wyszomir. Wismar je poprvé zmiňován v roce 1229, kdy obdržel některá městská práva. V letech 1257 až 1358 byl sídlem Meklenburských knížat. V roce 1259 se s městy Lübeck a Rostock spojila proti četným útokům baltských pirátů. Připojením dalších a k dalším městům vznikla Hanzovní liga. Během 13. a 14. století byl Wismar vzkvétajícím hanzovním městem, kde také působilo mnoho dílen, například na zpracování vlny. Rozkvět i přes odliv obyvatel trval až do 16. století.

## Pod švédskou nadvládou
Po uzavření vestfálského míru v roce 1648 připadl Wismar Švédsku. Od roku 1653 v městě zasedal nejvyšší soud švédských území v Německu. V roce 1803 Švédové zastavili město i s panstvím Meklenburkům, s právem zpětného vykoupení po sto letech. V roce 1903 se Švédsko svých nároků vzdalo.
Na přelomu 19. století bylo ve Wismaru mnoho důležitých manufaktur na zpracování železa, asfaltu, ale i papírny a výroba strojů. Rozvinutý byl zejména námořní obchod. Dováželo se uhlí, dřevo a železo. Naopak vyváželo se odtud obilí, máslo a olejniny. Přístav byl však dostupný jen pro lodě s ponorem do 5 metrů a tak s nástupem velkých parních lodí význam obchodu upadal.

## Památky

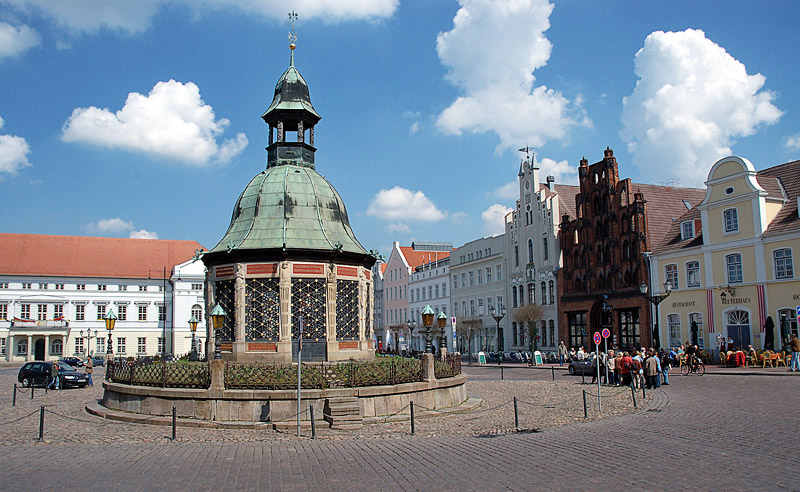
Náměstí v centru a kašna z roku 1602

V centru města se nachází největší severoněmecké náměstí o rozměrech 100 krát 100 metrů, obklopené elegantními stavbami všech stylů. Na severní straně náměstí stojí klasicistní radnice, postavená v letech 1817 až 1819. Ve středu náměstí stojí Wassserkunst s propracovanou kovanou fontánou dovezenou v roce 1602 z Holandska. Další zajímavostí je gotické skladiště z roku 1380 známé jako Alter Schwede.
Osmdesát metrů vysoká věž chrámu svaté Marie je pouze zbytkem původní impozantní gotické stavby. Cihlový chrám z 13. století byl těžce poškozen během druhé světové války a poté úmyslně zničen východoněmeckým komunistickým režimem v roce 1960.
Wismar je dnes také důležitou obchodní křižovatkou s přístavem a velkou loděnicí pro stavbu velkých lodí.

## Administrativní dělení
Wismar je rozdělen na osm místních částí (Stadtteile), které se dále člení na okrsky (Stadtteilbezirk):
- Altstadt a Stadtteilbezirk Altstadt
- Wismar Nord: Fischkaten, Redentin, Müggenburg, Eiserne Hand, Schwanzenbusch, Haffeld Süd a Haffeld Nord
- Wismar Ost: Wismar Ost a Kagenmarkt
- Dargetzow: Dargetzow, Kritzowburg a Groß Flöte
- Wismar Süd: Wismar Süd, Kluß a Rothentor
- Friedenshof: Friedenshof a Dammhusen
- Wismar West: Burgwall, Weidendamm, Köpernitztal a Lübsche Burg
- Wendorf: Wendorf, Hinter Wendorf, Hoben a Insel Walfisch

## Partnerská města
- Aalborg, Dánsko, 1961
- Calais, Francie, 1966
- Halden, Norsko, 1991
- Kalmar, Švédsko, 2002
- Kemi, Finsko, 1959
- Lübeck, Německo, 1987